# 湯包
湯包（タンバオ）は中華料理の小吃の一種。灌湯包（ガンタンパオ、拼音: guàntāngbāo）の省略形。
皮の中に餡と共にスープが入っていることが特徴として挙げられる。
南京市では「名物」とされ、提供する店が多数ある。

## 概要
一口サイズのスープ入り肉まん（包子）である。
開封が発祥とされる。

## 食べ方

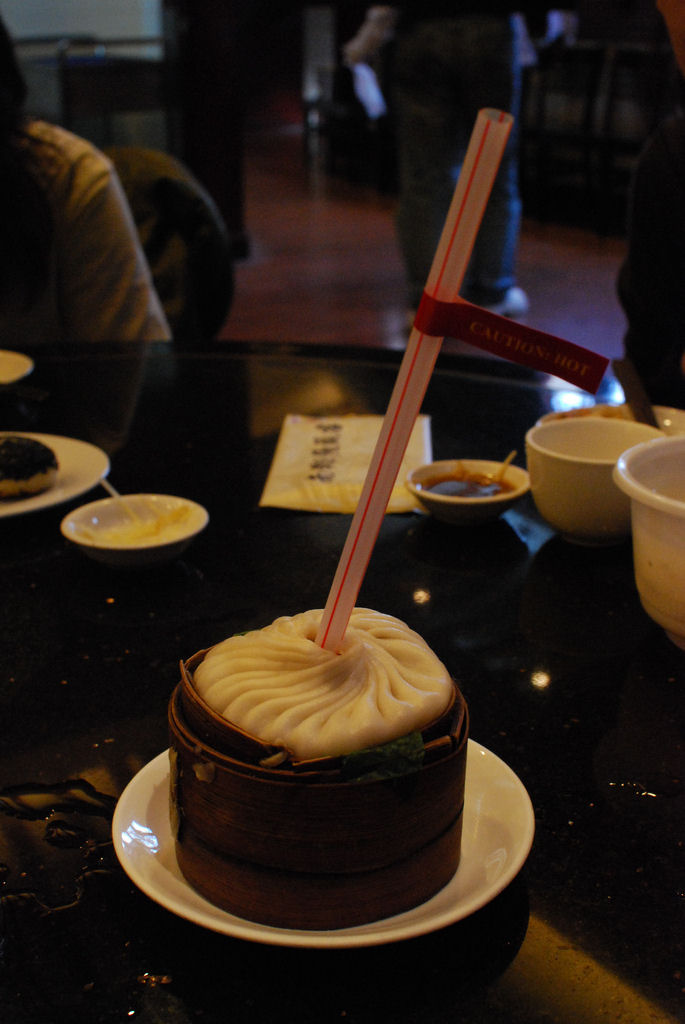
ストローの刺さった湯包

南京では、湯包を食べるときの手順は以下のように説明され、これを節をつけて歌うようにして説明することもある。
1. 軽軽移 - そっと蒸籠からレンゲに移す。
2. 慢慢提 - ゆっくり持ち上げる。
3. 先開窓 - まず皮を少し開ける。
4. 後喝湯 - スープを飲む。

スープはやや脂っこいので、さっぱりさせるためにショウガを加えた酢のタレを付けて食べることもある。
上海では、大きめの湯包にスープを飲むためのストローが刺さっていることもある。

## 小籠包との違い
類似した料理に小籠包がある。

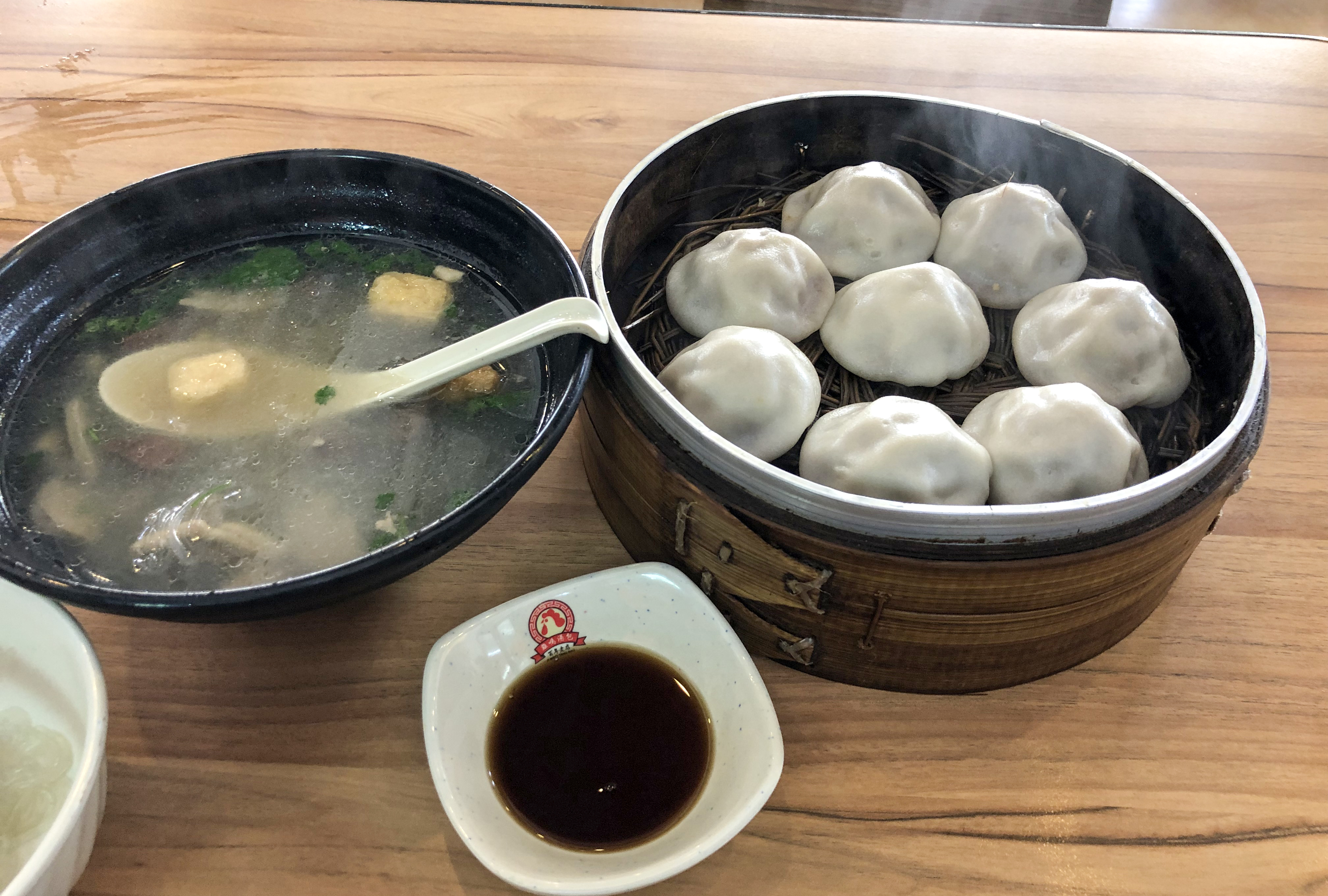
閉じ口を下にした湯包（右）

南京で湯包が説明される際には小籠包との違いを「皮の閉じ口を上にすると小籠包、下にすると湯包」などと語られることも多いが、閉じ口を上にした湯包もあるので、実際に明確な分別の定義はない。
用語としては「小籠包」は「小さな蒸し籠（小籠）で蒸した」の意であり、「湯包」は「皮の中に湯（スープ）を含んだ」の意である。

## 大籠包
チャイナテーマパークの横浜大世界（神奈川県）では、2009年頃、「ストロー付き湯包」が名物メニューとして販売されており、2019年から直径約10cmと通常の小籠包の約3倍の大きさの湯包を「大籠包」として販売している。